# Edmonton Croatia SC
Edmonton Croatia SC je hrvatski nogometni klub iz Kanade osnovan 1969. godine. Klub je 1985. otkupio zemljište na kojem su razvili nogometne objekte. Klub je četiri puta osvojio Zapdni kanadsko-hrvatski nogometni turnir.